# L'Hospitalet de Llobregat
L'Hospitalet de Llobregat è un comune spagnolo di 261 068 abitanti situato nella comunità autonoma della Catalogna.
È la seconda città della Catalogna, la sedicesima di Spagna per popolazione e una delle città con la maggiore densità abitativa di tutta Europa. Posta immediatamente a sud di Barcellona, è parte integrante dell'area metropolitana della stessa. In gioventù, il tennista Manuel Orantes ha vissuto all'Hospitalet.

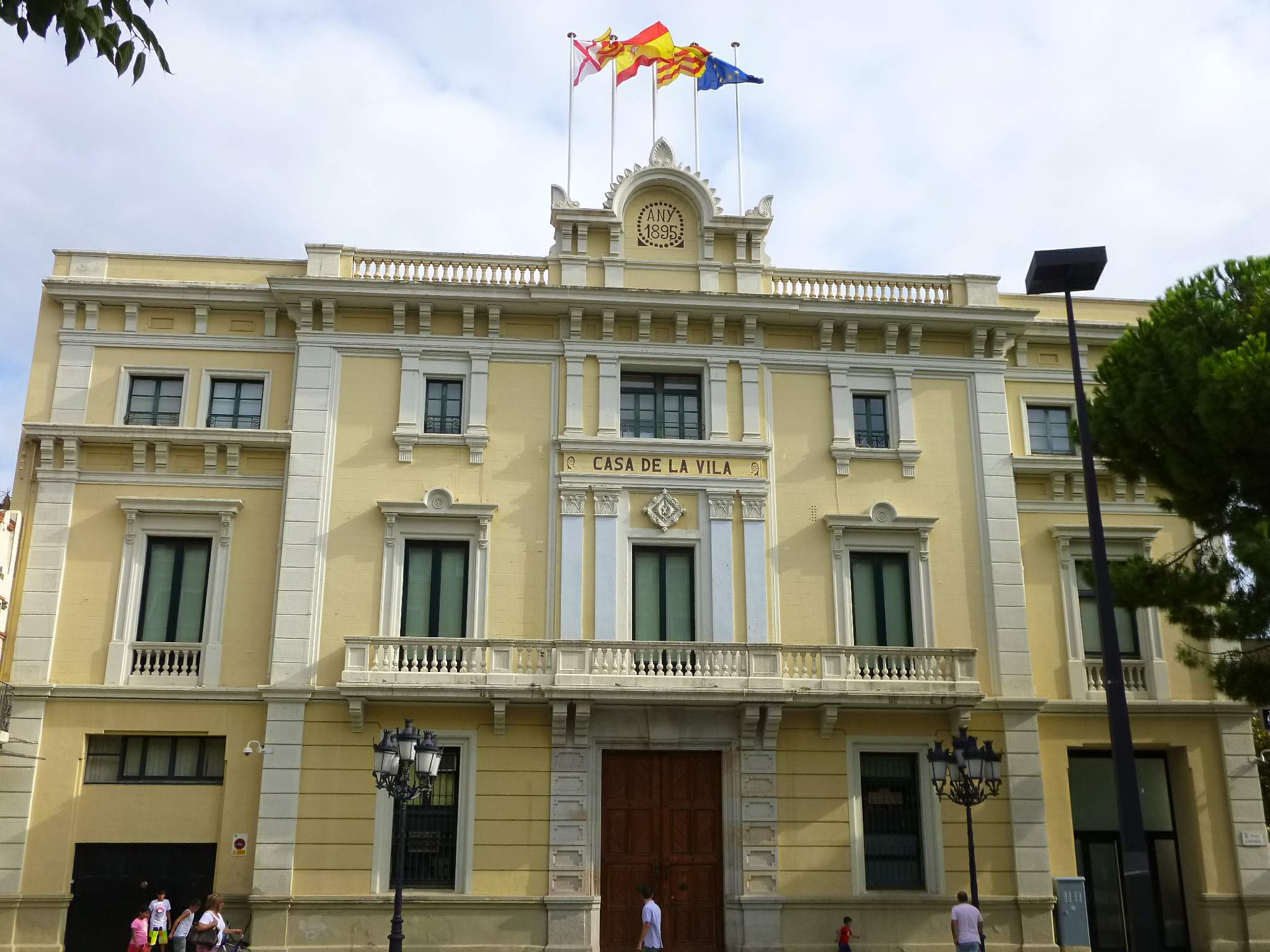
Il municipio

## Distretti urbani

### Distretto I
- El Centre
- Sant Josep
- Sanfeliu

### Distretto II
- Collblanc
- La Torrassa

### Distretto III
- Santa Eulàlia
- Gran Via Sud

### Distretto IV
- La Florida
- Les Planes

### Distretto V
- Pubilla Casas
- Can Serra

### Distretto VI
- Bellvitge
- El Gornal

### Distretto economico
- Granvia L'H

## Galleria d'immagini

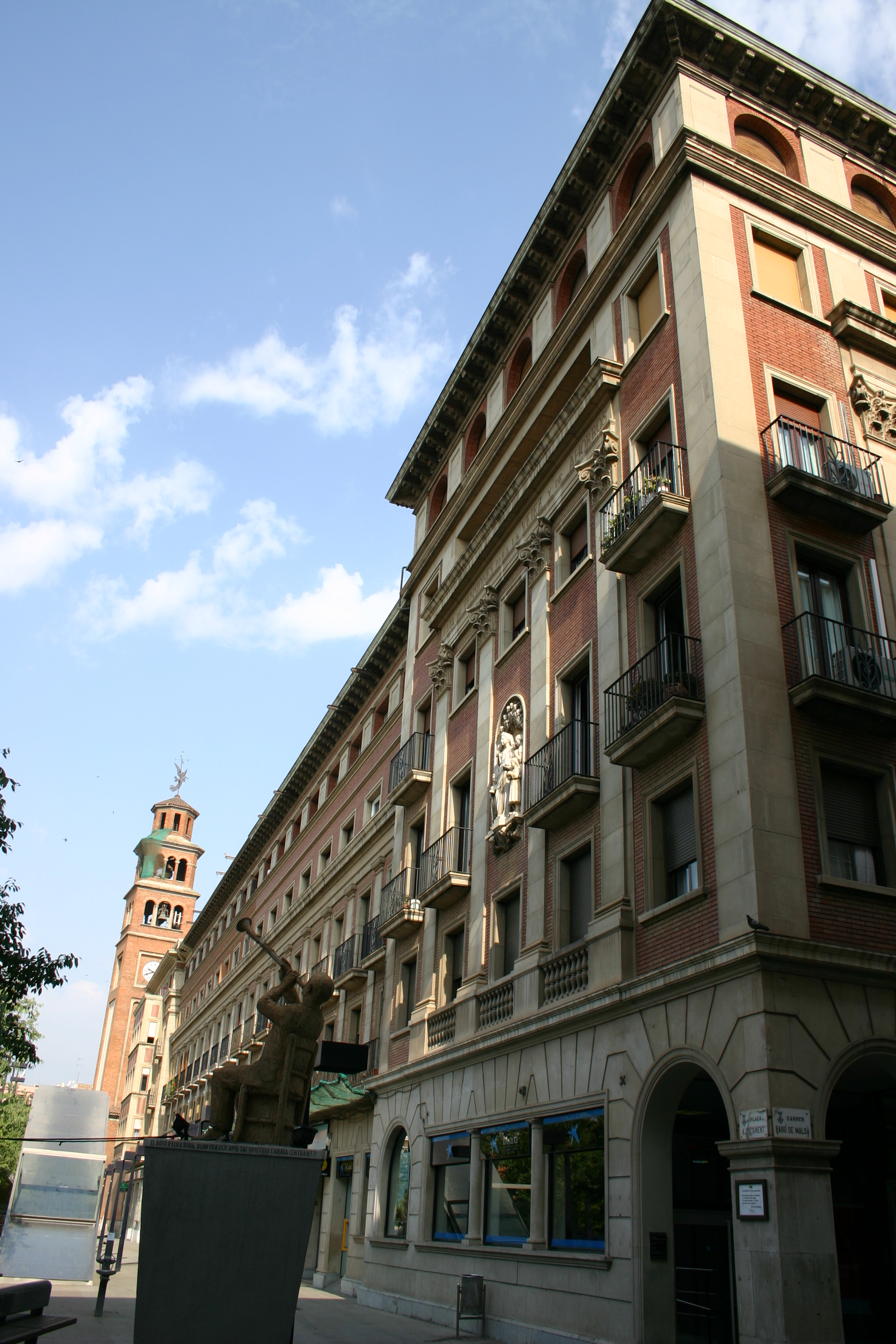
El Centre
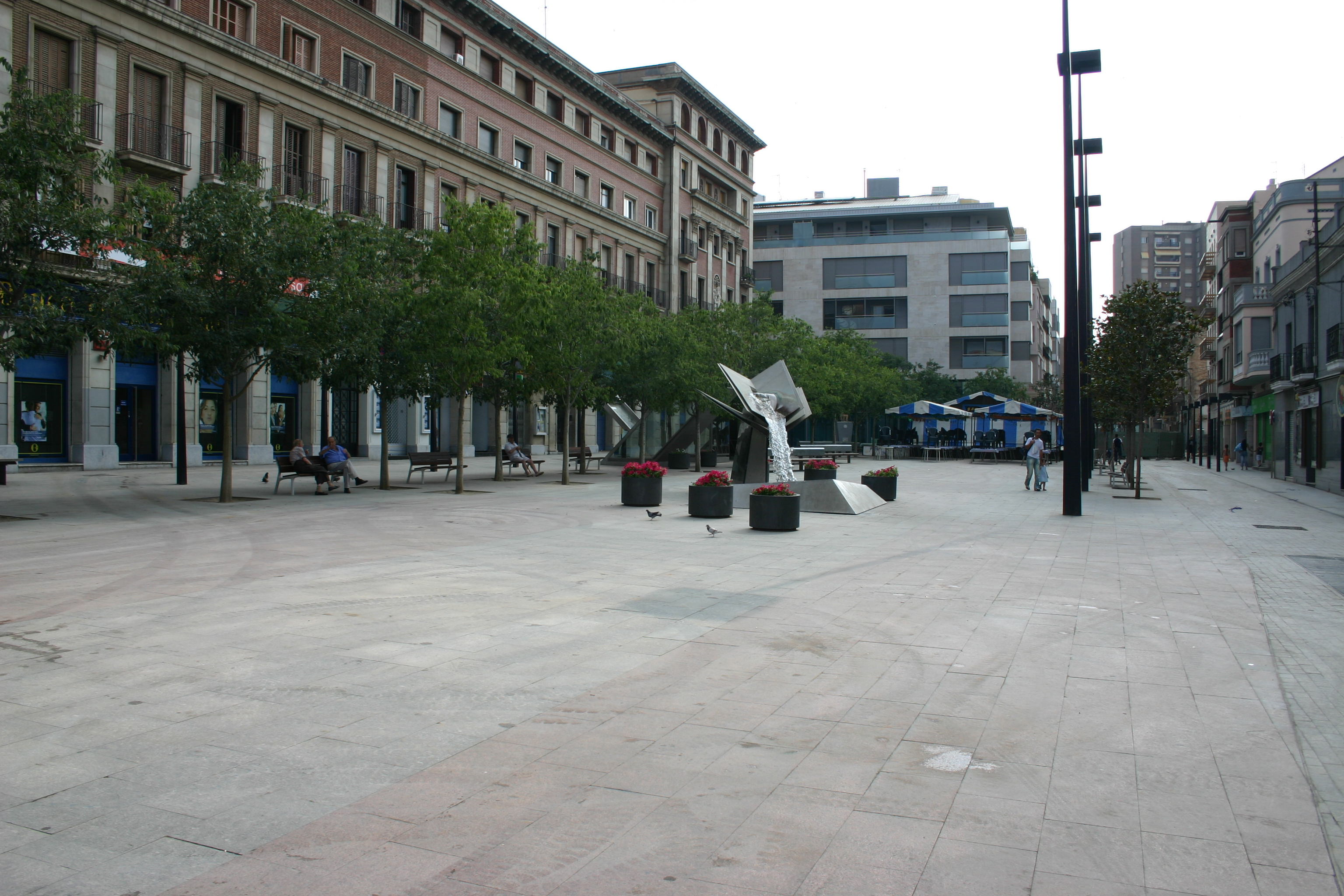
El Centre
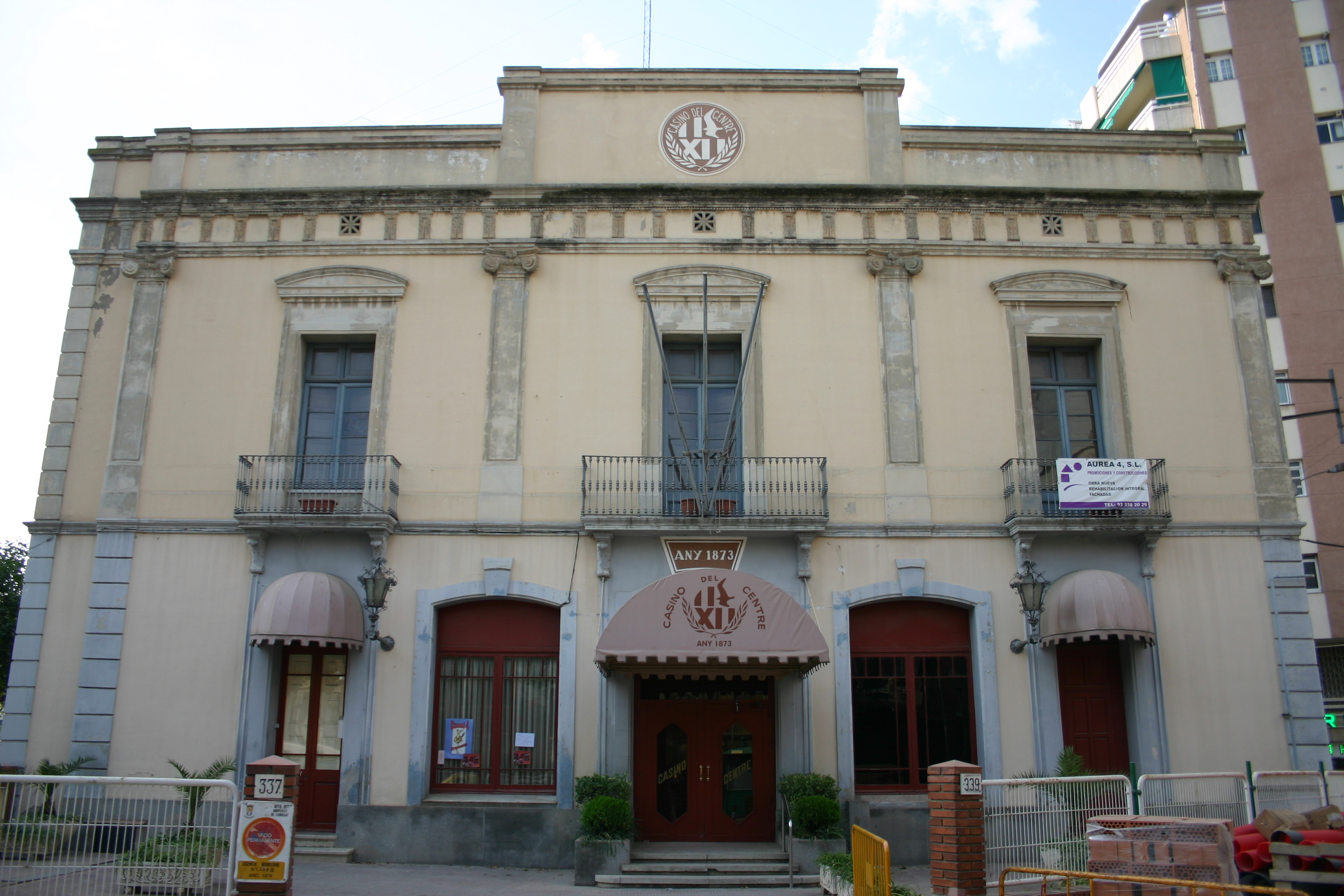
El Centre
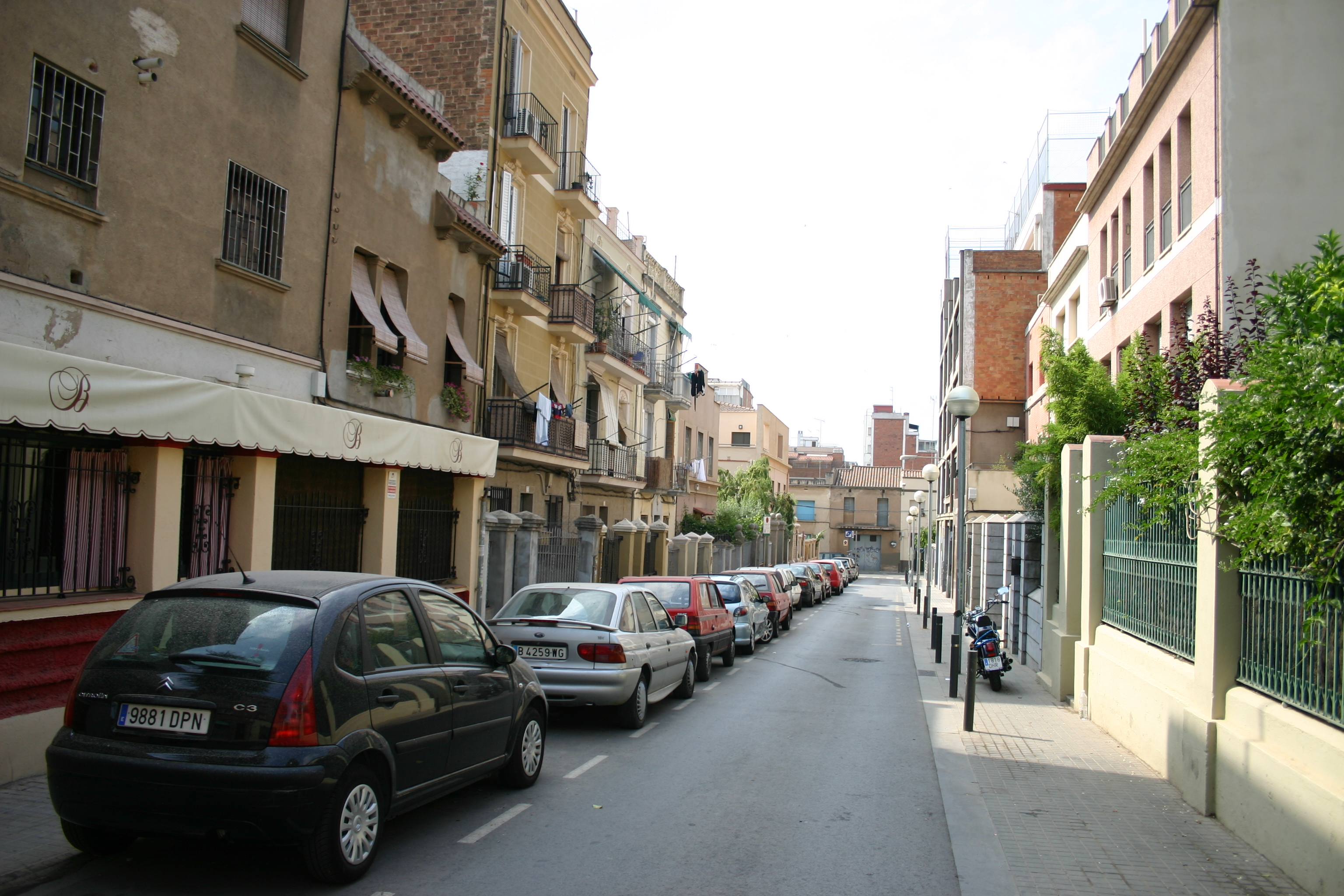
El Centre
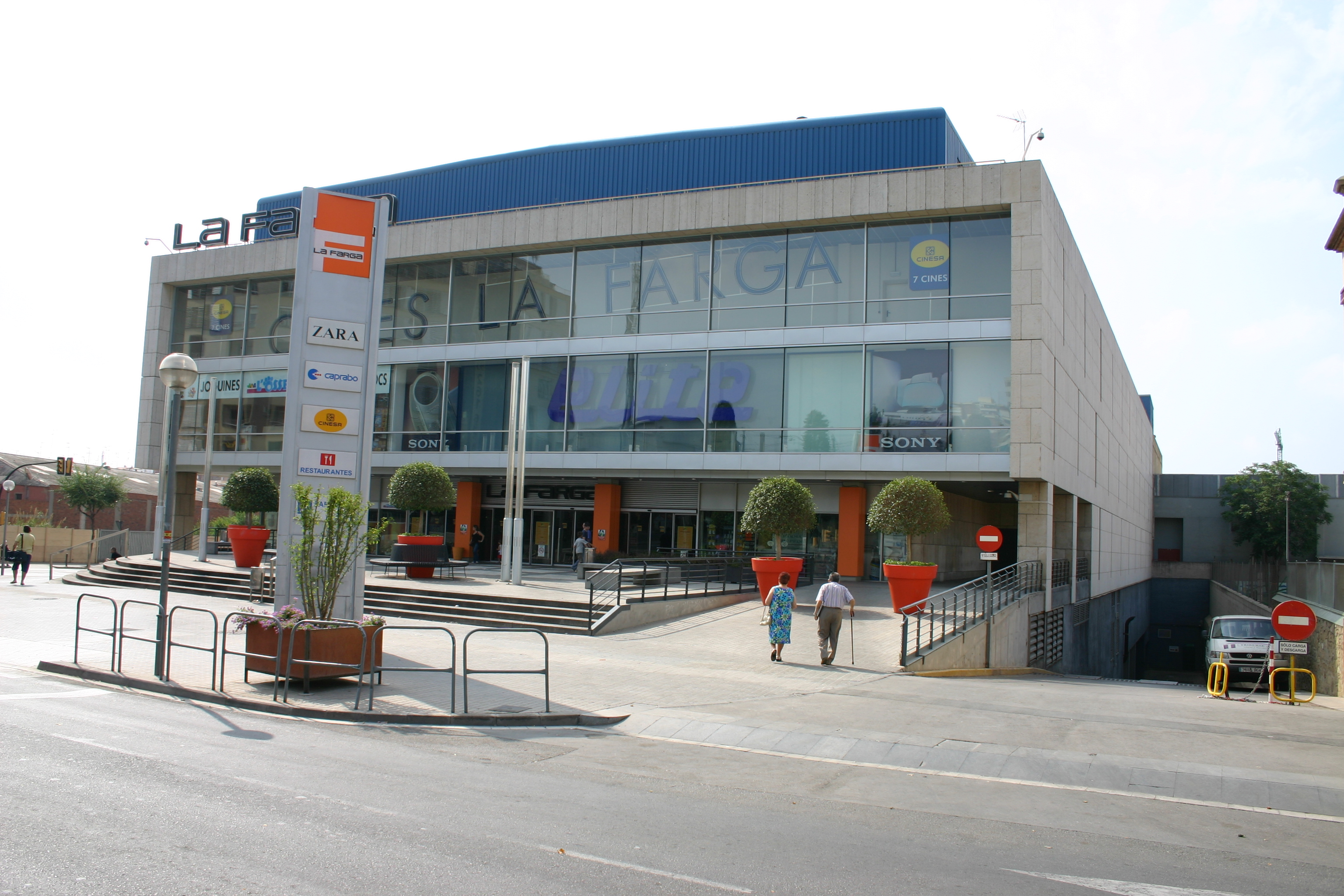
El Centre
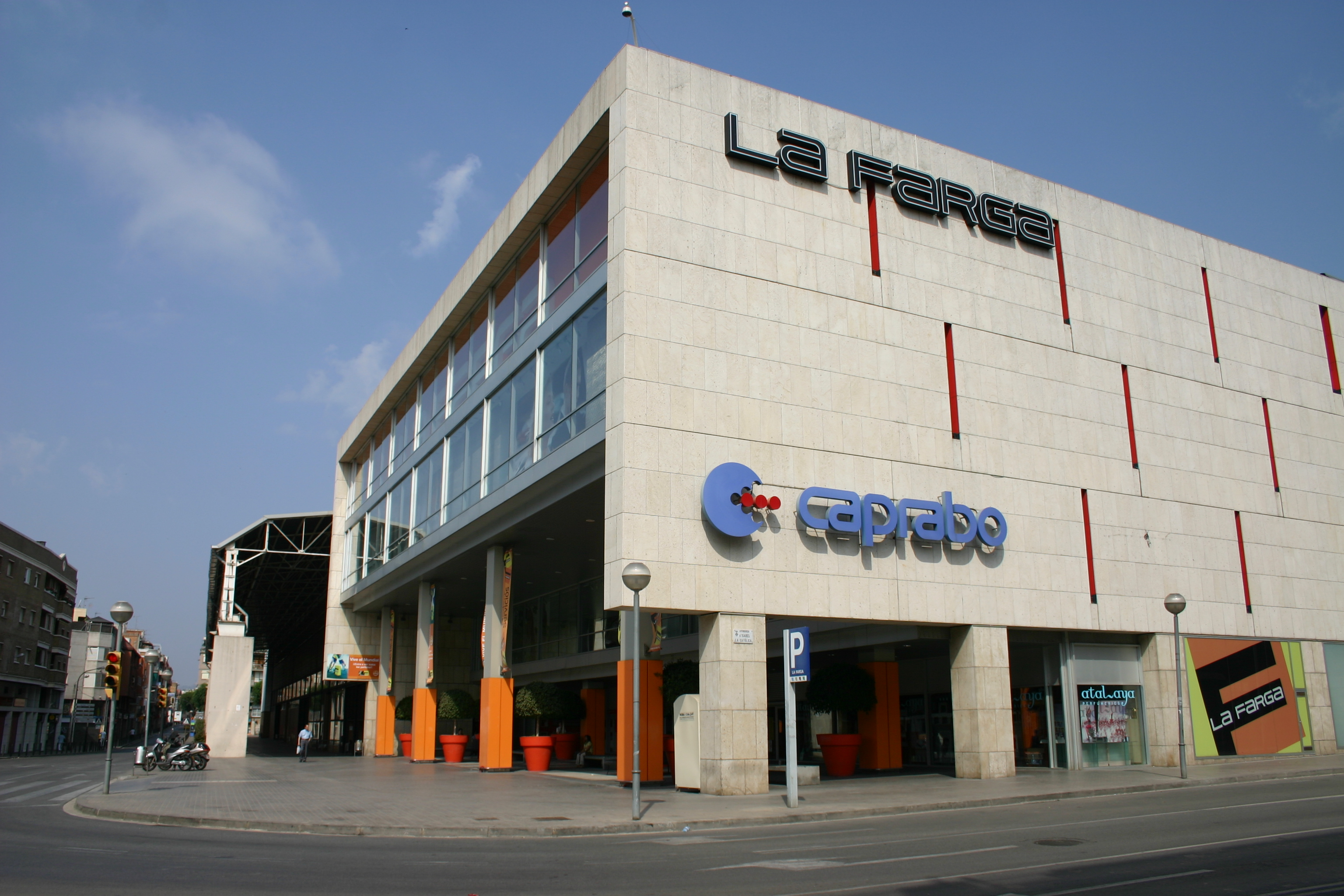
El Centre
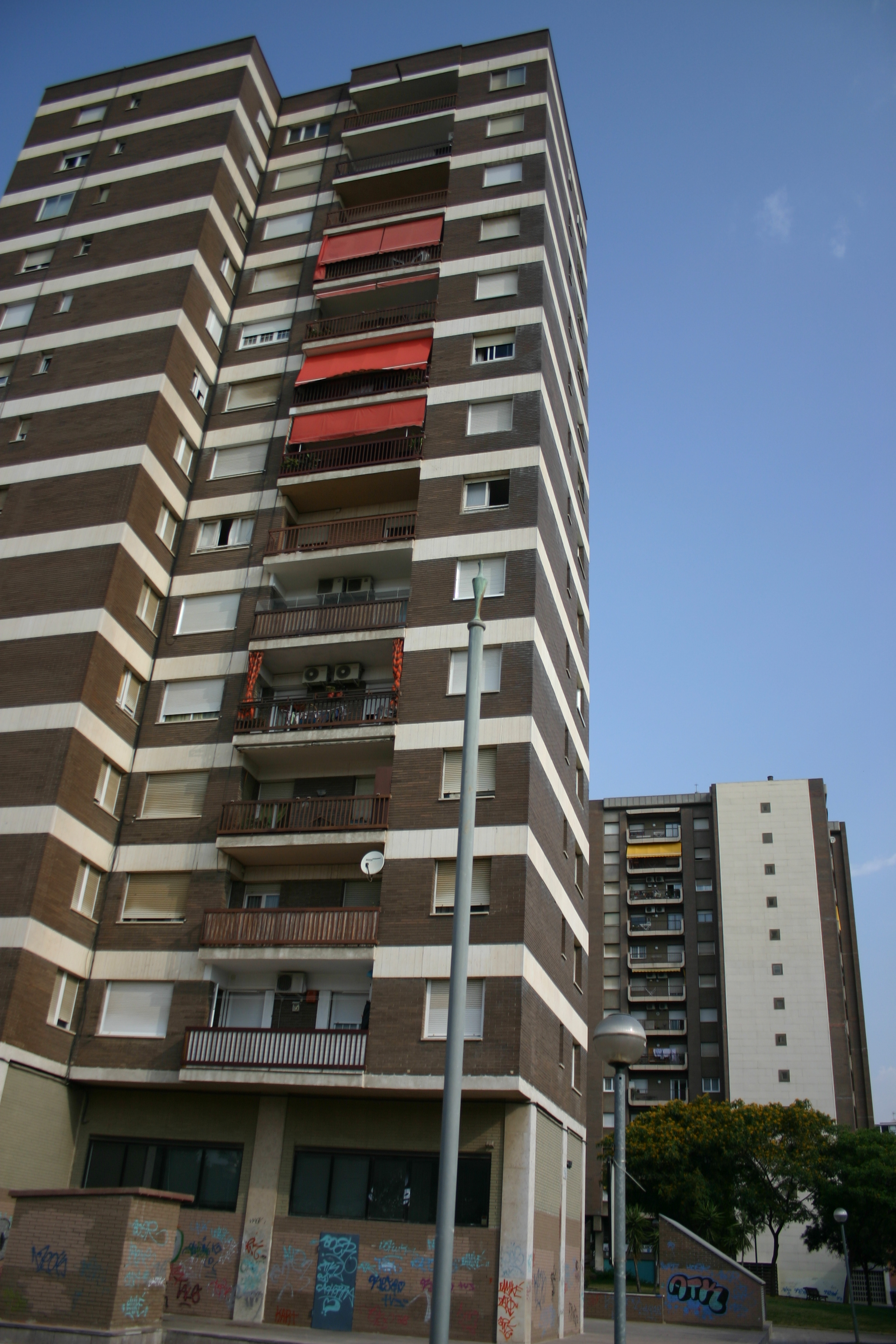
El Centre
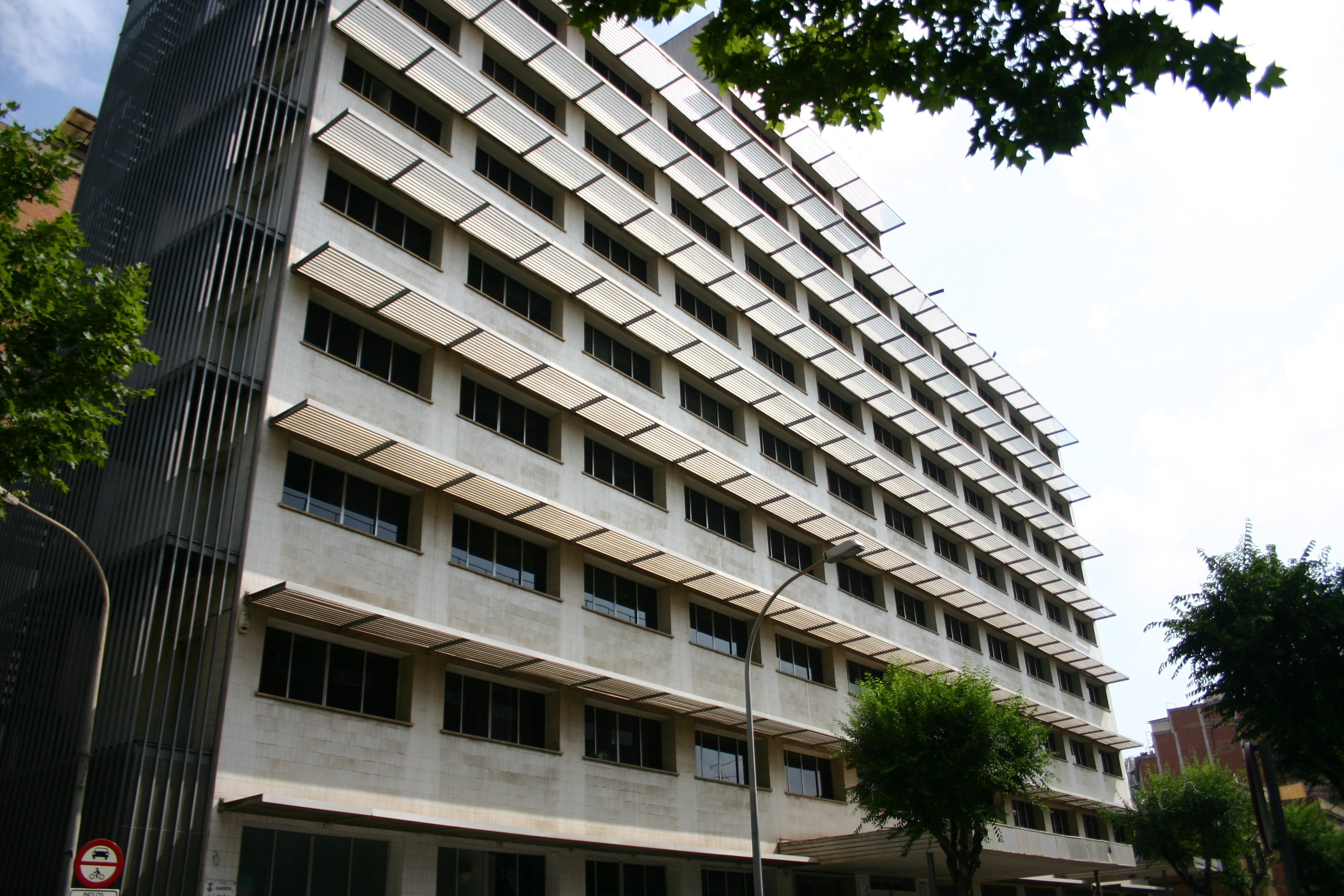
El Centre
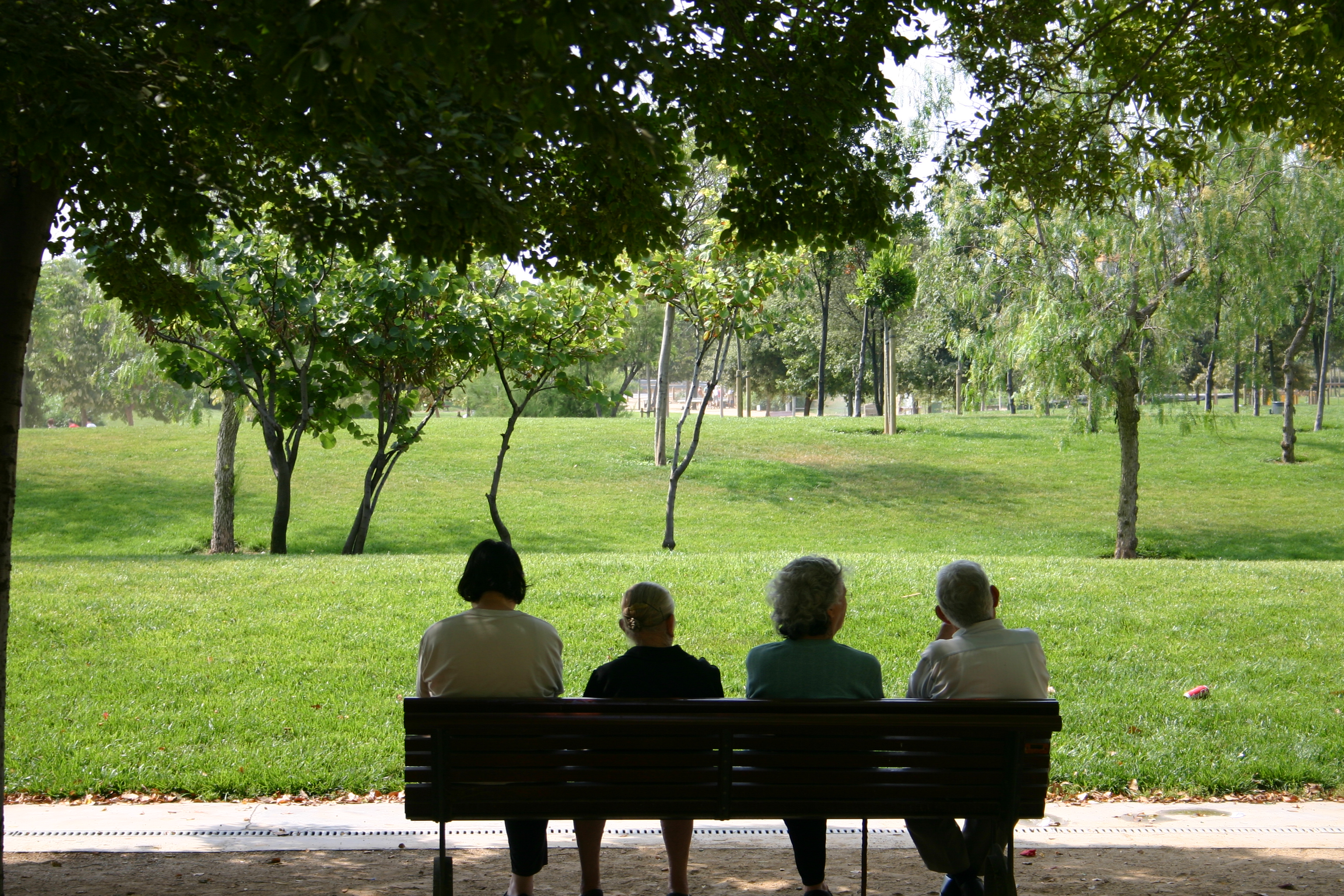
Bellvitge
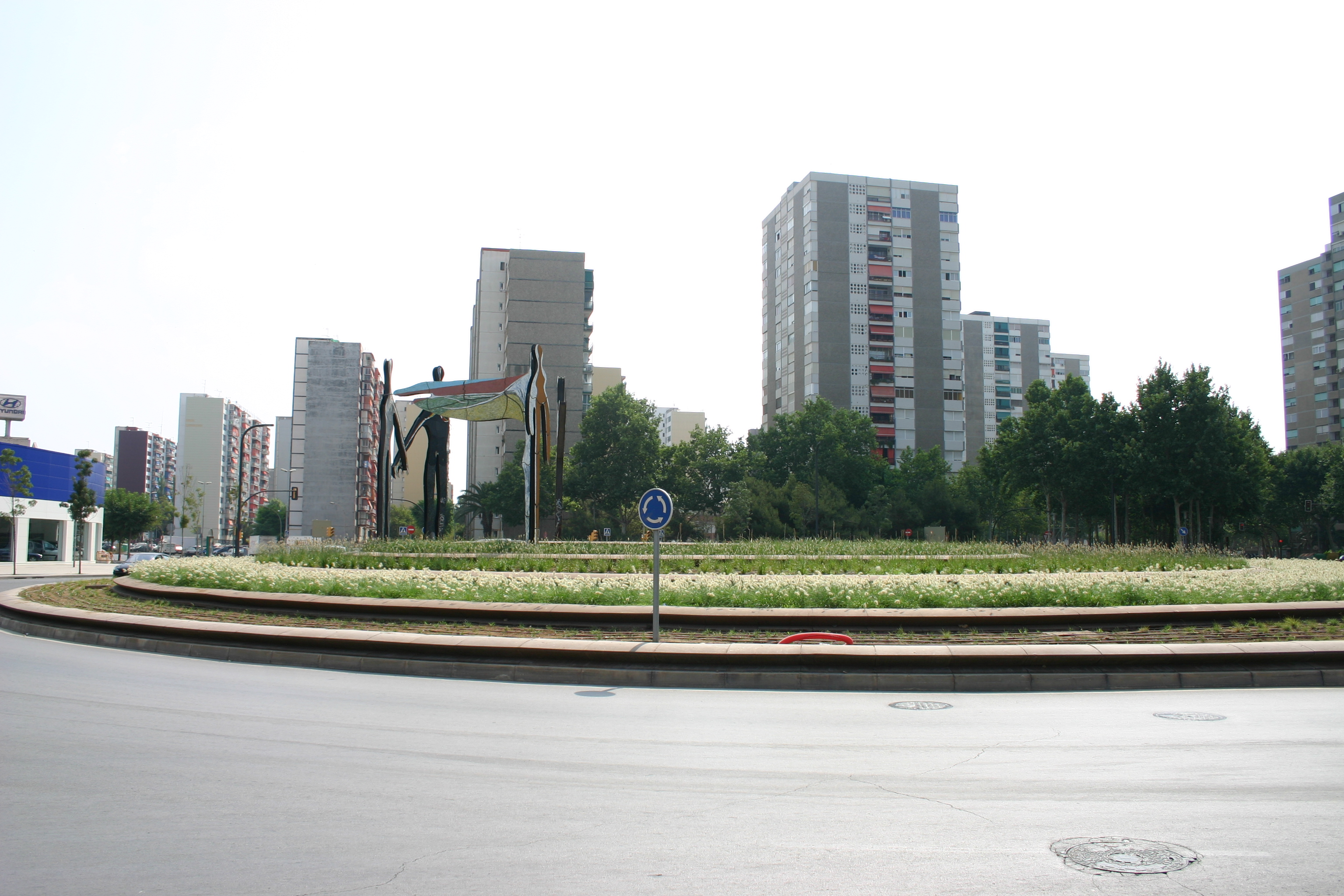
Bellvitge
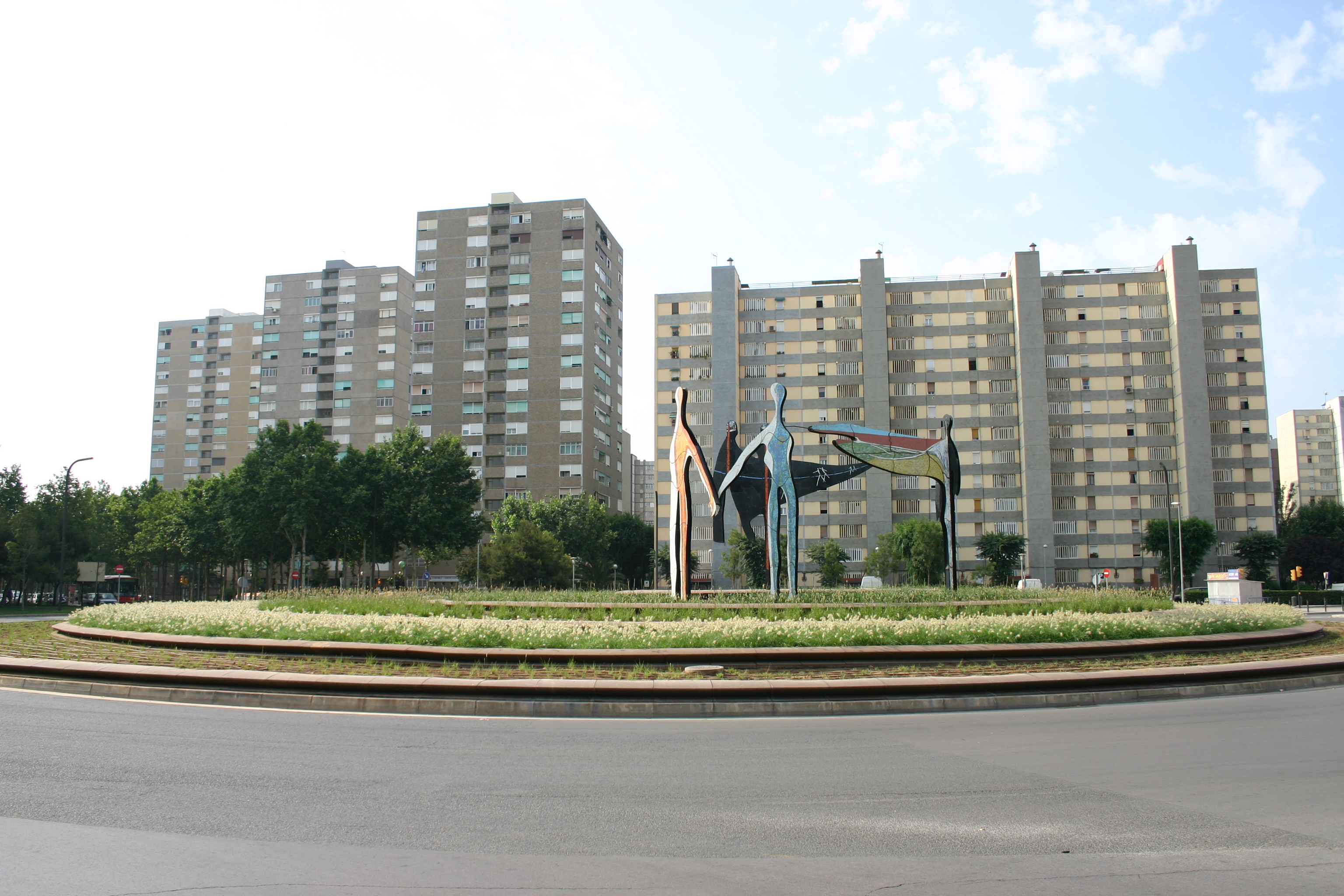
Bellvitge
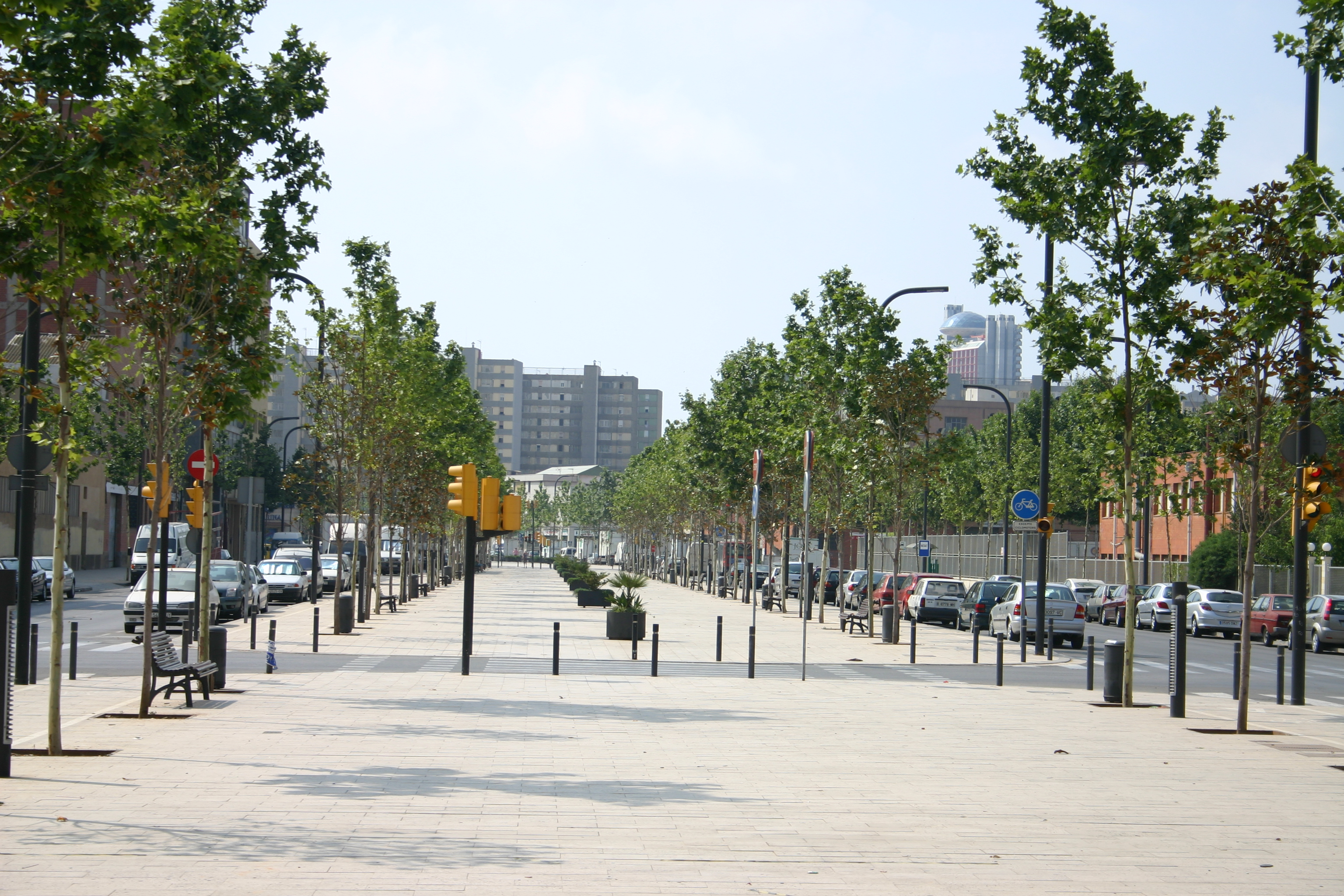
Bellvitge
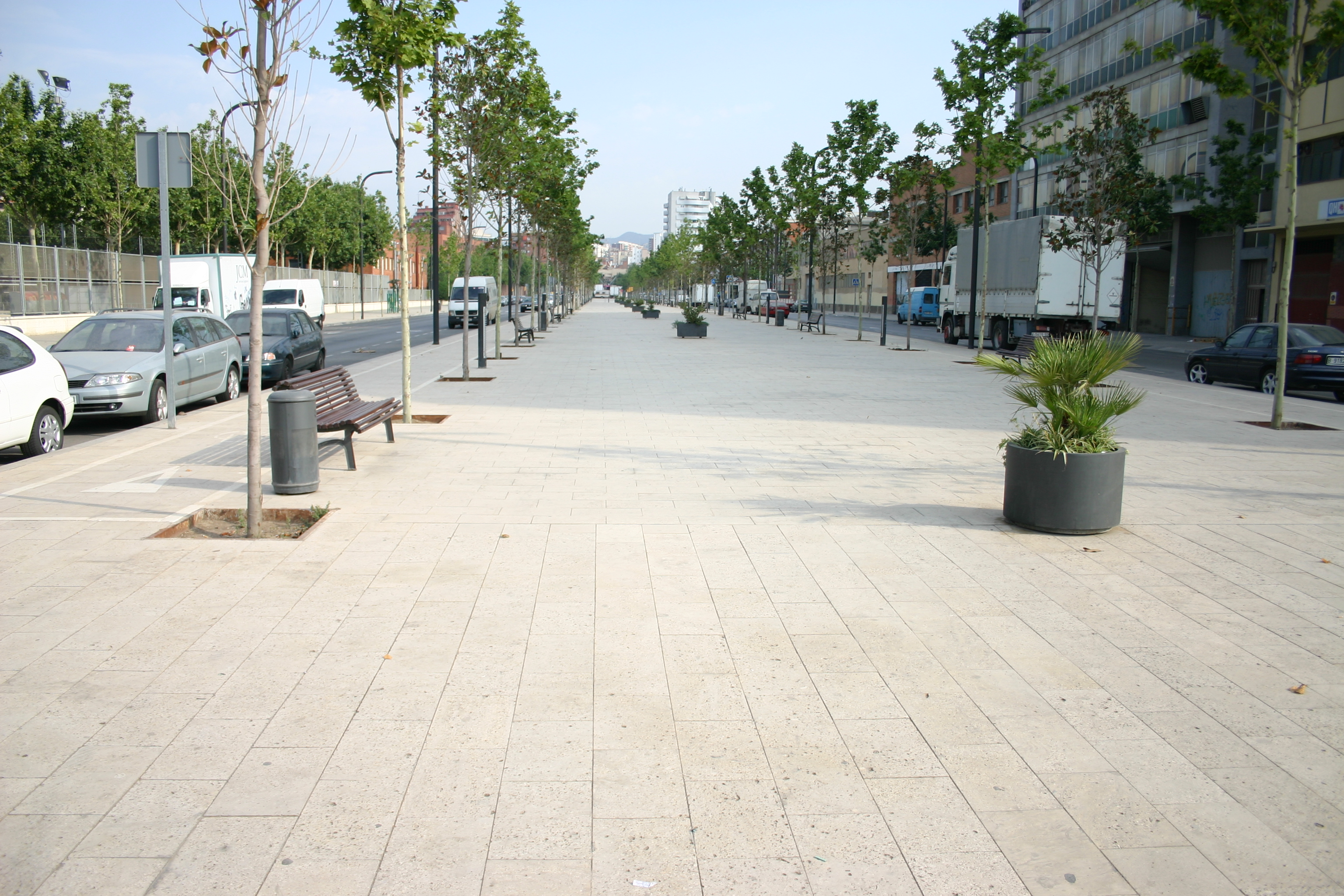
Bellvitge
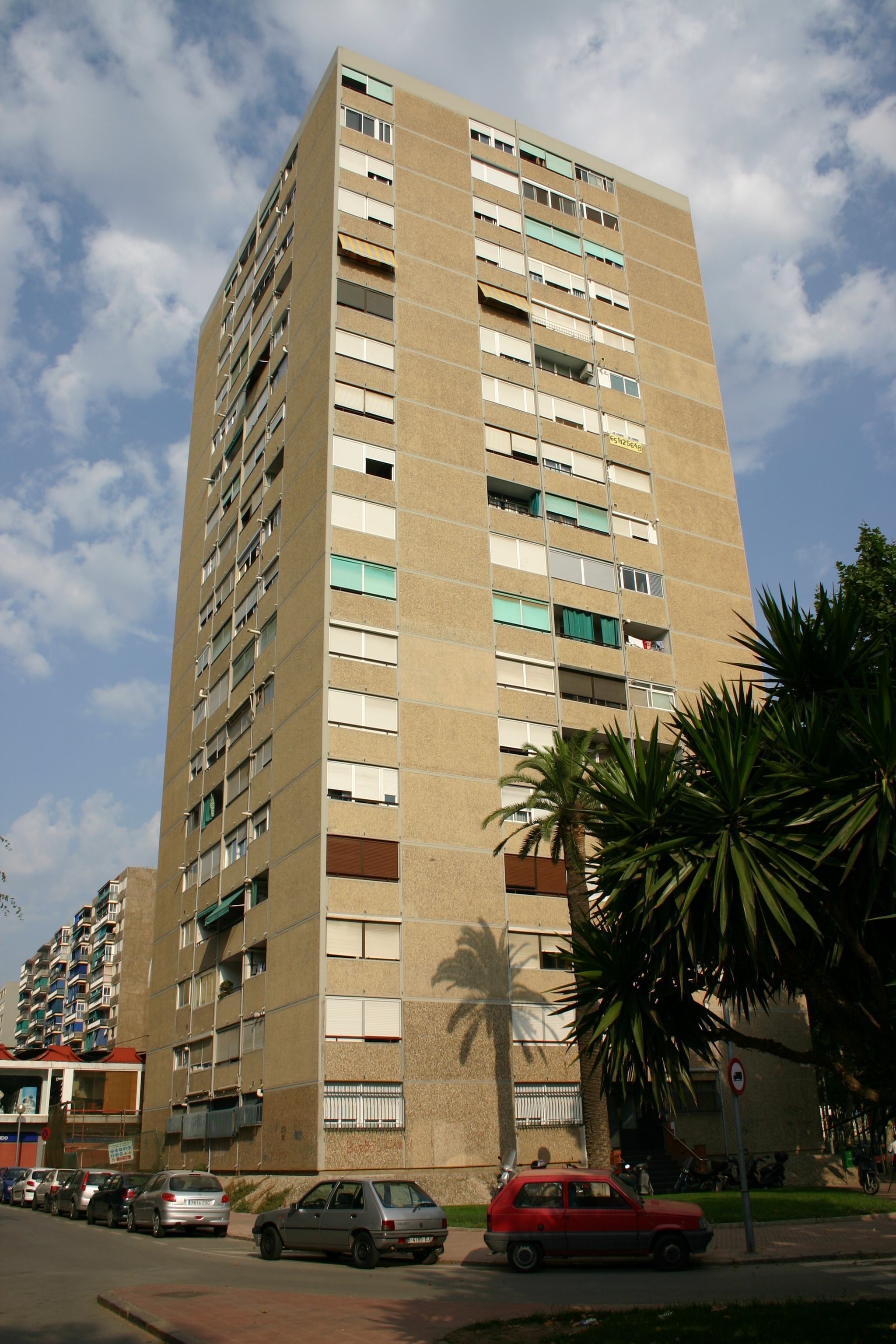
Bellvitge